# 完整愛 (微電影)
《完整愛》2014年上映的微電影，亦是鍾欣潼同名單曲微電影。由導演陳映之執導，鍾欣潼、周湯豪、羅力威領銜主演；張韶涵友情客串。QQ音樂、雅虎香港、Yahoo台灣聯合出品。

## 演員表
| 演員   | 角色    | 介紹 |
| 鍾欣潼 | Gillian | 香港交換生 大學電影社女主角、配角 學生時代曾與阿威交往 十年後成為電影導演 將《完整愛》拍成電影以作紀念阿威 |
| 周湯豪 | Nick    | 大學電影社社長 暗戀Gillian，十年來一直守候在她身邊                                                         |
| 羅力威 | 阿威    | 大學電影社導演 《完整愛》劇本的作者 學生時代曾與Gillian交往 因交通意外身亡                                 |
| 張韶涵 | Angela  | |
| 陳映之 | 導演    | |

## 配樂歌曲
|      | 歌曲名稱       | 作詞   | 作曲   | 演唱           |
| ---- | -------------- | ------ | ------ | -------------- |
| 插曲 | 「星星的眼淚」 | 羅力威 | 羅力威 | 鍾欣潼、羅力威 |
| 插曲 | 「完整愛」     | 吳易緯 | 林邁可 | 鍾欣潼、張韶涵 |

## 各集列表
| 各話  | 播放日期      |
| ----- | ------------- |
| 第1集 | 2014年6月9日  |
| 第2集 | 2014年6月13日 |
| 第3集 | 2014年6月18日 |

## 拍攝地點
- 台灣台北市大同大學

## 製作團隊
- 出品人：楊受成
- 導演：陳映之

## 外部連結
- 《完整愛》在香港雅虎的電影頁面（繁體中文）